# خوان كامارا
خوان كامارا (بالإسبانية: Juan del Carmen Cámara) هو لاعب كرة قدم إسباني، ولد في 13 فبراير 1994 في جيان في إسبانيا. شارك مع منتخب إسبانيا تحت 16 سنة لكرة القدم ومنتخب إسبانيا تحت 17 سنة لكرة القدم. أما مع النوادي، فقد لعب مع نادي برشلونة ب ونادي برشلونة ونادي فياريال ب.

## وصلات خارجية
- خوان كامارا على موقع الاتحاد الأوربي (الإنجليزية)
- خوان كامارا على موقع قاعدة بيانات كرة القدم.إي يو (الإنجليزية)
- خوان كامارا على موقع Soccerbase.com (لاعب) (الإنجليزية)
- خوان كامارا على موقع Soccerway.com (الإنجليزية)
- خوان كامارا على موقع عالم كرة القدم.نت (الإنجليزية)
- خوان كامارا على موقع AS.com (الإسبانية)